# Recalde
Recalde (en euskera y oficialmente, Errekalde; erróneamente escrito Rekalde en ocasiones, fruto de la interferencia del castellano) es el distrito número siete, correspondiente a las divisiones administrativas de Bilbao. Se divide en los barrios de Amézola, Iralabarri, Iturrigorri-Peñascal, Recaldeberri-Larrasquitu, Betolaza y Uretamendi.
Errekalde significa "zona del arroyo", de Erreka = arroyo y Alde = zona o lado.

## Demografía
En 2016 la población fue censada en 47 245 personas repartiéndose de la siguiente manera:
- Ametzola - 12 200 personas
- Iralabarri - 11 534 personas
- Errekaldeberri - 16 221 personas
- Larraskitu - 2766 personas
- Uretamendi - 2561 personas
- Iturrigorri-Peñascal - 1963 personas
- Betolatza

## Historia
- Libros sobre Rekalde en Bilbao Bizkaia Peoples Museum

- Datos: Q2620662
- Multimedia: Errekalde / Q2620662